# 龍仁米爾體育場
龍仁米爾體育場（韓語：용인미르스타디움）是位於大韩民国京畿道龍仁市的綜合運動場。

## 概要
為取代舊有的龍仁綜合運動場（1985年落成，2022年關閉），於2010年動工，2018年1月1日以「龍仁市民體育公園」（韓語：용인시민체육공원）之名開幕。2020年7月1日改用現時名稱。「米爾」（미르）在韓語意指龍部。
場地主要舉行足球賽事，曾是2019年亞足聯女子球會錦標賽的比賽場地。此外，2026年世界盃外圍賽部分南韓主場賽事亦在此舉行。2025年7月，2025年東亞足球錦標賽男子決賽周將在本球場舉行。
K聯賽現時並無球隊以此為主場，但龍仁市於2025年3月表示有意成立職業足球會，目標於2026年加入K聯賽2，屆時本球場將成為該隊主場。此外，當其他球隊的主場需要維修或出現問題時，本球場亦會作為臨時主場使用。
- 由於水原世界盃競技場場地老化，水原三星藍翼由2024年8月起在本球場舉行K聯賽2主場賽事[6][7]。
- 參加2024年至25年亞足聯冠軍精英聯賽的光州FC因亞洲足球聯合會要求更改主場，原因是光州世界盃競技場場地狀況欠佳，因此2024年10月22日的聯賽階段第3輪對柔佛DT的賽事在本球場進行[8]（光州FC在該項賽事中只使用本球場一次）。
- 參加2024年至25年亞足聯冠軍聯賽二級聯賽分組賽的全北現代汽車因AFC要求更改主場，原因是全州世界盃競技場場地狀況欠佳，因此2025年3月6日舉行的淘汰賽階段首回合對悉尼FC的賽事將在本球場進行[9]。